# Робсон, Флора
Дама Флора Маккензи Робсон (англ. Flora McKenzie Robson, 28 марта 1902 — 7 июля 1984) — британская актриса, номинантка на премию «Оскар» в 1945 году.

## Биография
Флора Робсон родилась в английском городе Саут-Шилдс 28 марта 1902 года в большой семье, где помимо неё было ещё пятеро детей: два её брата и три сестры. Отец обнаружил в дочери талант к декламации, и возрасте шести лет её взяли в качестве сопроводительницы на конный экипаж, где она блистательно проявляла свой талант. Своё среднее образование Флора Робсон получила в школе Палмерс-Грин, а после этого обучалась в Королевской академии драматического искусства в Лондоне, по окончании которой, в 1921 году, получила бронзовую медаль.
Её театральный дебют состоялся в 1921 году в возрасте 19 лет. В последующие два года она продолжала играть в театрах Лондона и Оксфорда, но маленькая заработная плата заставила её оставить карьеру актрисы и последующие несколько лет работать на одной из фабрик в восточном Лондоне. Её актёрская карьера возобновилась в 1929 году, после того, как друзья убедил её вступить в труппу театра в Кембридже. Вскоре к ней пришёл первый успех, а в 1931 году Робсон дебютировала на большом экране. Первой заметной киноролью Флоры Робсон стала английская королева Елизавета I в фильме «Пламя над Англией» и в том же году она сыграла Ливию в картине «Я, Клавдий».Затем она сыграла императрицу Елизавету Петровну в фильме Поля Циннера «Возвышение Екатерины Великой».
1939 год стал очень успешным в карьере Робсон. Помимо известных ролей у себя на родине её пригласили в Голливуд, где она сыграла роли Эллен в фильме «Грозовой перевал», а также Джессику Ньюком в «Мы не одни». В 1940 году она ещё раз сыграла королеву Елизавету в фильме «Морской ястреб». Будучи в США Флора Робсон не только снималась в кино, но в 1940 году появилась и на Бродвее в пьесе «Дамы в отставке». В 1941 году актриса покинула США и вернулась в Великобританию, где продолжила успешную театральную карьеру в Лондоне.
Во второй раз Флора Робсон оказалась в США в 1945 году на съёмках фильма «Саратогская железнодорожная ветка». За роль Анжелики в этом фильме актриса была номинирована на премию «Оскар» как лучшая актриса второго плана. В последующие годы у неё были успешные роли в фильмах «Цезарь и Клеопатра» (1945), «Чёрный нарцисс» (1947) и «Ромео и Джульетта» (1954).
С началом 1950-х годов Робсон в большей степени играла в театрах Лондона, выступала в Вест-Энде, а также на Бродвее. Последний раз на театральной сцене она появилась в 1969 году, после чего продолжила карьеру в качестве актрисы на телевидении и в кино. Последней её киноролью стала Стигийская ведьма в знаменитом фильме «Битва титанов» в 1981 году.
В 1952 году актрисе был присуждён титул Командор Британской империи, а в 1960 году она была повышена до Дамы-Командора, за свою благотворительную работу.
Флора Робсон умерла от рака 7 июля 1984 года в своём доме в Брайтоне, окружённая лишь двумя сёстрами, так как своей семьи и детей у неё не было.

## Избранная фильмография
- 1934 — Возвышение Екатерины Великой — императрица Елизавета
- 1937 — Пламя над Англией — Королева Елизавета I Английская
- 1937 — Я, Клавдий — Ливия
- 1939 — Грозовой перевал — Нелли Дин
- 1939 — Мы не одни — Джессика Ньюком
- 1939 — Невидимые полосы — миссис Тейлор
- 1940 — Морской ястреб — Королева Елизавета
- 1945 — Саратогская железнодорожная ветка — Анжелика
- 1945 — Цезарь и Клеопатра — Фтататита
- 1947 — Чёрный нарцисс — Сестра Филиппа
- 1948 — Сарабанда для мертвых влюбленных — Графиня Клара Платен
- 1953 — Мальтийская история — Мелита Гонзар
- 1954 — Ромео и Джульетта — Кормилица
- 1963 — 55 дней в Пекине — Вдовствующая императрица Цыси
- 1965 — Юный Кэссиди — Миссис Кэссиди
- 1965 — Воздушные приключения — Настоятельница
- 1966 — 7 женщин — Мисс Биннс
- 1966 — Глаз дьявола — Графиня
- 1967 — Запертая комната — Тётя Агата
- 1972 — Алиса в стране чудес — Карточная королева
- 1978 — Доминик — Миссис Дэвис
- 1981 — Битва титанов — Стигийская ведьма